# Route nationale 7 (Roumanie)
Pour les articles homonymes, voir Route nationale 7.
La DN7 (Drumul Național 7) est une route nationale en Roumanie qui relie Bucarest à Nădlac à la frontière hongroise.
La route nationale traverse les Carpates par le col de Turnu Roșu. L'autoroute A1 est adjacente au tracé de la nationale.